# Roman Krawzow
Roman Krawzow (ukrainisch Роман Кравцов, engl. Transkription Roman Kravtsov; * 18. Mai 1995) ist ein ukrainischer Leichtathlet, der sich auf den Sprint spezialisiert hat.

## Sportliche Laufbahn
Erste internationale Erfahrungen sammelte Roman Krawzow im Jahr 2013, als er bei den Junioreneuropameisterschaften in Rieti mit 10,72 s und 21,90 s jeweils in der ersten Runde über 100 und 200 Meter ausschied und mit der ukrainischen 4-mal-100-Meter-Staffel mit 40,93 s den Finaleinzug verpasste. Im Jahr darauf schied er mit der Staffel bei den Europameisterschaften in Zürich mit 39,03 s in der Vorrunde aus und 2015 schied er bei den U23-Europameisterschaften in Tallinn mit 10,49 s im Halbfinale im 100-Meter-Lauf aus. Anschließend startete er mit der Staffel bei den Weltmeisterschaften in Peking, kam dort mit 38,79 s aber nicht über die Vorrunde hinaus. Im Jahr darauf belegte er mit der Staffel bei den Europameisterschaften in Amsterdam in 39,46 s den achten Platz und 2017 wurde er bei den U23-Europameisterschaften in Bydgoszcz mit der Staffel im Vorlauf disqualifiziert. 
2023 wurde Krawzow ukrainischer Meister in der 4-mal-100-Meter-Staffel.

## Persönliche Bestzeiten
- 100 Meter: 10,39 s (+0,6 m/s), 30. Juli 2015 in Kirowohrad
  - 60 Meter (Halle): 6,78 s, 20. Februar 2015 in Kiew
- 200 Meter: 21,19 s (−0,9 m/s), 24. Juni 2016 in Kiew